# سیارک ۱۴۰۱۴
سیارک ۱۴۰۱۴ (به انگلیسی: 14014 Munchhausen، نامگذاری:1994AL16) چهارده هزار و چهاردهمین سیارک کشف شده‌است که در ۱۴ ژانویه ۱۹۹۴ کشف شد.
قدر مطلق سیارک برابر ۱۳٫۰۰ است.